# Lingue baltofinniche
Le lingue baltofinniche sono lingue parlate in Finlandia, Estonia, Svezia, Norvegia, Lettonia, Carelia, Ingria e Russia. Appartengono alle lingue uraliche. Ci sono circa sedici tra lingue e dialetti, di cui tre sono in pericolo d'estinzione.
I principali rappresentanti moderni delle lingue baltofinniche sono il finlandese e l'estone, lingue ufficiali delle rispettive nazioni. Altre lingue del gruppo finnico parlate nella regione baltica sono l'ingrico, il careliano, il ludo, il vepso, il votico, diffuso attorno al Golfo di Finlandia e il Lago Onega. Il võro e il seto, discendenti diretti della lingua estone meridionale, sono parlati nell'Estonia sud-orientale mentre il livone era diffuso in alcune parti della Lettonia.
Le lingue minori sono in via di estinzione. Nel XX secolo sia il livone che il votico avevano meno di 100 parlanti in vita. Altri gruppi linguistici sono estinti già da parecchio tempo.
Il meänkieli (parlato nella Svezia settentrionale) e lo kven (nella Norvegia settentrionale) sono dialetti della lingua finlandese a cui Norvegia e Svezia hanno concesso lo status di idiomi linguisticamente distinti, nonostante i parlanti siano in grado di comprendere il finlandese standard.

## Classificazione
- Lingua estone [codice ISO 639-3 est]
- Lingua estone meridionale; include la lingua võro [vro] e il suo dialetto seto)
- Lingua finlandese [fin]; include la lingua meänkieli [fit] e la lingua kven [fkv]
- Lingua ingrica [izh]
- Lingua careliana [krl]
  - Lingua careliana propria
  - Lingua luda [lud]
  - Lingua livvi o oloneziana [olo]
- Lingua livone [liv] †
- Lingua vepsa [vep]
- Lingua votica [vot]

## Caratteristiche generali
Le lingue baltofinniche non distinguono generi grammaticali né sono presenti articoli o forme definite e indefinite.
La morfofonologia (il modo in cui la funzione grammaticale di un morfema ne influenza la produzione) è complessa. Uno dei procedimenti più importanti è la caratteristica gradazione consonantica. Si possono verificare due tipi di gradazione consonantica: la gradazione dei radicali e dei suffissi, che riguarda le occlusive /k/, /t/ e /p/. Si tratta di una processo di lenizione, in cui la consonante si tramuta in una forma "più debole" con alcuni (ma non tutti) casi obliqui.
Per le geminate il processo è più semplice: diventano infatti occlusive semplici, come ad esempio kuppia + -n → kupin ("tazza" in finlandese). Per le consonanti semplici il processo si complica ulteriormente e i risultati differiscono a seconda dell'ambiente. Per esempio, haka +-n → haan, kyky + -n → kyvyn, järki + -n → järjen (rispettivamente "pascolo", "abilità", "intelletto" in finlandese).
Altri importanti procedimenti sono l'armonia vocalica (perduta in estone), e l'elisione dei suoni in fine di parole (fenomeno marcato in livone, võro ed estone). Questo può comportare uno stato fonetico particolare alle variazioni morfofonologiche causate dall'agglutinazione dei suffissi perduti, fonte del terzo livello di lunghezza in queste lingue.
La palatalizzazione uralica originaria si è persa già nella fase comune del proto-baltofinnico, nonostante la maggior parte dei dialetti divergenti l'abbiano riacquistata. La palatalizzazione è presente lingua letteraria estone ed è una caratteristica comune nel võro, nel vepso, nel careliano e in altre lingue baltofinniche orientali. Si riscontra anche in altri dialetti finnici orientali e manca solamente nei dialetti finlandesi occidentali e in finlandese standard.
Una caratteristica speciale delle lingue è il numero notevole di dittonghi. Vi sono 16 dittonghi in finlandese e 25 in estone; allo stesso tempo la loro frequenza è maggiore in finlandese che in estone.
Vi sono 14 casi in estone e 15 in finlandese, caratterizzati dall'aggiunta di un suffisso.

## Lista delle innovazioni baltofinniche
Queste caratteristiche distinguono le lingue baltofinniche dalle altre lingue uraliche:
- Gradazione consonantica, spesso per le occlusive, ma anche per altre consonanti
- Concordanza degli attributivi con il nome, ad esempio in finlandese vanho·i·lle mieh·i·lle "ai vecchi uomini" il plurale -i- e il caso -lle si aggiunge anche all'aggettivo.
- Uso di copule come on, per esempio mies on vanha "l'uomo è vecchio".
- I tempi grammaticali sono simili a quelli del tedesco, con un sistema di passato, presente, perfetto e piuccheperfetto.
- Il contrasto telico dell'oggetto che deve essere in accusativo o partitivo.